# Marcelo Refresquini
Marcelo Refresquini (Montevideo, Uruguay, 28 de septiembre de 1980) es un futbolista uruguayo naturalizado venezolano. Juega de delantero y su actual equipo es Metropolitanos F.C. de la Primera División de Venezuela.
Llega proveniente de Ecuador al fútbol venezolano en 2007, y desde ese año se queda en el país, jugando en clubes de Primera y Segunda División. Logró el ascenso a primera con Atlético Venezuela tras haber obtenido el campeonato.

## Clubes
Liga actual 
2007=2008 con Aragua 
| Club                           | País      | Temporadas  | Partidos jugados | Goles |
| ------------------------------ | --------- | ----------- | ---------------- | ----- |
| Cerro                          | Uruguay   | 2001-2003   | 13               | 5     |
| Basañez                        | Uruguay   | 2003        | 23               | 4     |
| Cerro                          | Uruguay   | 2004-2005   | 2                | 0     |
| Cúcuta Deportivo               | Colombia  | 2005        | 24               | 12    |
| Deportivo Heredia              | Guatemala | 2006        | 3                | 1     |
| Unión Magdalena                | Colombia  | 2006-2007   | 13               | 3     |
| Manta                          | Ecuador   | 2007        | 11               | 7     |
| Aragua                         | Venezuela | 2007-2008   | 5                | 4     |
| Carabobo                       | Venezuela | 2008        | 10               | 3     |
| Estrella Roja                  | Venezuela | 2009        | 7                | 2     |
| Unión Atlético San Antonio 2.ª | Venezuela | 2009        | 8                | 5     |
| Atlético Venezuela 2.ª         | Venezuela | 2010        | 11               | 5     |
| Atlético Venezuela             | Venezuela | 2010 - 2011 | 16               | 12    |
| Yaracuyanos FC                 | Venezuela | 2011 - 2012 |                  |       |
| Ureña SC                       | Venezuela | 2012 - 2013 |                  |       |
| Tucanes de Amazonas            | Venezuela | 2013        |                  |       |
| Metropolitanos FC              | Venezuela | 2014 -      |                  |       |

Total Partidos Jugados135
Total de Goles64

## Palmarés

### Campeonatos nacionales
| Título                        | Club               | País      | Año  |
| ----------------------------- | ------------------ | --------- | ---- |
| Primera B                     | Cúcuta Deportivo   | Colombia  | 2005 |
| Segunda División de Venezuela | Atlético Venezuela | Venezuela | 2010 |